# 红门川河
红门川河是北京地区的一条河流，为潮河的支流。
发源于河北省兴隆县黄门子村，先后流经密云县3个乡，在邓家湾汇入潮河。全长20.5公里。沿途有达峪沟、碰合寺、龙门沟等10多条小支流。下游建有沙厂水库。